# Scenic Hot Springs
Die Scenic Hot Springs sind eine natürliche Thermalquelle in Privatbesitz im US-Bundesstaat Washington, die nicht öffentlich zugänglich ist. Hoch an einem steilen Nordwesthang gelegen, befindet sie sich südlich des U.S. Highway 2, etwa 8 mi (12,9 km) westlich des Stevens Pass und angrenzend an die Alpine Lakes Wilderness. In der Nähe unterhielt die Great Northern Railway einen Halt für Reisende, welche die Quelle besichtigen wollten.
Nahe der Bahnlinie wurde in den 1890er Jahren eine Madison Hot Springs genannte Hütte gebaut, um Besucher der Thermalbäder, die per Zug aus Seattle anreisten, unterzubringen. Der Name wurde später in Scenic Hot Springs geändert und hatte als kommerzielles Unternehmen bis 1928 Bestand. Als die Great Northern Railway einen 8 mi (12,9 km) langen Tunnel unter dem Stevens Pass baute, stürzte Geröll in den Vorhof der Hütte und führte zu ihrer Zerstörung. Bis in die 1980er Jahre weitgehend vergessen, wurde dies später ein beliebter Sammelpunkt für die Mineralwasser-Badegäste, die mehrere Becken mit unterschiedlicher Temperatur bauten.
Im Oktober 2001 schloss der King County Sheriff nach Forderungen der Eigentümer die Quellen und drohte allen Badegästen Arrest für das Betreten an. Der Besitzer wusste anscheinend nichts von den Vorgängen auf dem Grundstück. Die Aktivitäten an den Quellen stellten ein Haftungsrisiko dar und die Tatsachen, dass es sich um geschütztes Gebiet handelt und keine Baugenehmigungen erteilt worden waren, wurden als Grund gesehen, die Dächer zu zerstören.
Es ist nicht klar, ob die Quellen jemals wieder in der Form von vor den Ereignissen von 2001 verfügbar sein werden. Viel Vandalismus und schlechtes Wetter haben zu einer Wertminderung geführt. Der Gipfel ist, dass Bundes- und Bundesstaats-Beschränkungen es schwierig machen, die Quellen in ihren Original-Zustand zu versetzen. Seit Februar 2018 kann derjenige bedingten Zutritt zu den Quellen erhalten, der die Erlaubnis des Eigentümers erhalten hat. Anfragen zum Zutritt können über den Scenic Hot Springs-Blog gestellt werden. Es handelt sich nicht um öffentliches Land, obwohl es von solchem umgeben ist. Da es sich um Privatbesitz handelt, ist die Zustimmung des Eigentümers erforderlich. Wanderer, die die Hot Springs ohne vorherigen Kontakt zum Eigentümer betreten, riskieren das Abschleppen ihres Autos oder haben nachträglich eine Betretungsgebür zu zahlen.